# Antti Nurmesniemi

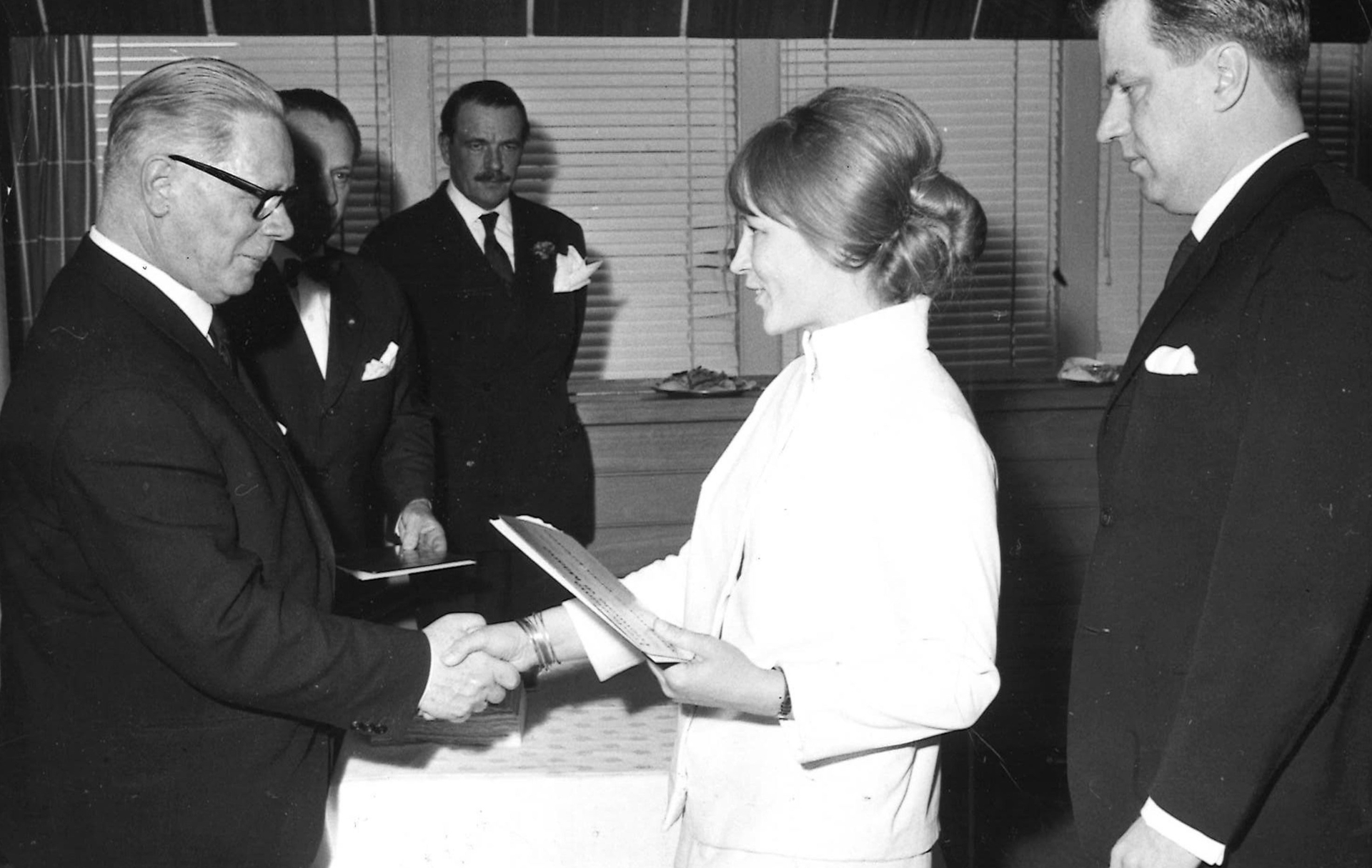
Vuokko och Antti Nurmesniemi tar emot pris av Jussi Saukkonen 1965.

Antti Aarre Nurmesniemi, född 30 augusti 1927 i Tavastehus, död 11 september 2003 i Helsingfors, var en finländsk inredningsarkitekt. Han var gift med textilkonstnären Vuokko Eskolin som han delade många framgångar med.
Nurmesniemi studerade vid Konstindustriella läroverket och utexaminerades 1950 som inredningsarkitekt. Han var alltsedan 1950-talet en av de inflytelserikaste gestalterna inom finländsk formgivning; arbetade 1951–1955 vid Keijo Petäjäs och Viljo Revells arkitektbyrå i Helsingfors samt 1954–1955 hos Giovanni Romano i Milano. Han grundade 1956 en egen inrednings- och designbyrå – Studio Nurmesniemi – och hans mångsidiga kunnande uppmärksammades tidigt hemma och utomlands. Han planerade inredningen till ett flertal kyrkor (bland annat Hyvinge kyrka, 1960), bankkontor, affärshus, ambassader (bland annat i Indien), hotell (bland annat den legendariska bastun i det efter Revells ritningar uppförda hotell Palace i Helsingfors, 1952) och andra offentliga byggnader. Han stod även för den långvariga restaureringen av Olofsborgs interiörer 1962–1975 och renoveringen av Eliel Saarinens skapelser, Helsingfors järnvägsstation 1975–1982 och stadshuset i Lahtis 1982. Bland Nurmesniemis övriga arbeten märks inredningen på bilfärjan GTS Finnjet samt utstyrseln och inredningen till Helsingfors metros orangefärgade tåg (tillsammans med Börje Rajalin, 1979). 
Nurmesniemi hyllade i sina verk det anonyma och enkla formspråket i Alvar Aaltos och Kaj Francks anda. Av enskilda designföremål är han känd för sina klassiker, den hästskoformade bastupallen för Palace och den röda emaljerade kaffepannan av stål, signerad 1957 och tillverkad av Wärtsilä, där han verkade som industriell formgivare. Till hans sista skapelser i början av 2000-talet hör de blåfärgade högspänningsstolparna mellan Sundholmen och Mejlans i Helsingfors (tidigare även i Tavastehus och andra elstolpar bland annat i Åbo). Som utställningsarkitekt, bland annat vid triennalerna i Milano och nordiska konstindustriutställningar hörde han till de främsta. 
Nurmesniemi undervisade i inredningsarkitektur vid Konstindustriella läroverket/högskolan 1963–1969, professor 1973. Han innehade 1978–1983 en konstnärsprofessur och verkade 1987–1989 som professor vid konstindustriella högskolan i Bergen. Han erhöll många nationella och internationella utmärkelser, bland annat en silvermedalj vid triennalen i Milano 1957, Lunningpriset 1959, Grand Prix 1960 (för utställningsarkitekturen) och 1964 (för utställningsarkitekturen tillsammans med Vuokko Nurmesniemi) samt Pro Finlandia-medaljen 1964.
Nurmesniemi innehade även talrika förtroendeuppdrag, bland annat inom det internationella formgivarförbundet ICSID, som medlem sedan 1980, president 1989–1992 och senator till sin död. Han var en av de centrala personerna inom Konstflitföreningen i Finland, bland annat som styrelsemedlem, och stod för den arkitektoniska planeringen av dess årsutställning 1955 och föreningens 100-årsjubileumsutställning i Ateneum 1975. Han tilldelades professors titel 1988 och blev hedersdoktor vid Kingston Polytechnic i London 1994, där han verkade som professor 1974. 